# Arroyo Sarandí (Arroyo Cuaró Grande)
El arroyo Sarandí es un curso de agua uruguayo que atraviesa el departamento de  Artigas perteneciente a la cuenca hidrográfica del Río de la Plata.
Nace en la Cuchilla de Belén  y desemboca en el arroyo Cuaró Grande.